# 胡柏源
胡柏源，台灣本土推理作家，1944年生於台中市。
其作品經常發表於推理雜誌，本土風味十足，並自創出鄭氏探案的推理創作格局，在台灣第一代推理作家中獨樹一格。作品描寫的主題、背景、內容、人物、民情皆可作為台灣歷史人文背景的考據，目前亦還持續創作。

胡柏源為台灣吉他教父胡樹琳之子，除了推理文學方面有非常大的貢獻外，對地方的藝術也非常投入，本身也是資深的南投美術學會會員，旅居加拿大，作品非常多且豐富，以油畫為主，收藏者不少。

## 出版作品
台灣推理雜誌-台灣本土推理作品

外部連結：鄭組長探案收藏 （页面存档备份，存于）

兒童文學：

一千零一夜 大眾出版社 出版日： 79/11/01 I S B N：9573704439

王子與魔神 大眾出版社 出版日： 79/11/01 I S B N：9573704447

愛麗絲夢遊奇境 大眾出版社 出版日： 79/11/01 I S B N：9573704463

玫瑰公主 大眾出版社 青蛙求王 大眾出版社
青蛙求王 大眾出版社
中國民族英雄傳 大眾出版社
國父傳 大眾出版社

## 其他相關聯結
Blue推理文學院-胡柏源簡介
雅虎智識庫：歷史上有哪些有名的推理小說作家?
台灣畫室作品典藏
推理之門：台灣作家百花齊放